# Чувство Ю
«Чувство Ю» — дебютный студийный альбом российской поп-певицы Юлианны Карауловой, выпущенный 30 сентября 2016 года. В альбом вошли 14 треков, в том числе и дуэтная песня «Море» с рэпером ST. Анонс альбома состоялся ещё в мае 2016 года. Также планируется дача сольных концертов с программой «Чувство Ю». Презентация альбома состоялась 1 ноября 2016 года.

## Список композиций
| №                   | Название                          | Длительность |
| ------------------- | --------------------------------- | ------------ |
| 1.                  | «Чувство Ю»                       | 1:13         |
| 2.                  | «Ты не такой»                     | 3:17         |
| 3.                  | «Разбитая любовь»                 | 3:16         |
| 4.                  | «Открывай мне небо»               | 3:37         |
| 5.                  | «Хьюстон»                         | 3:13         |
| 6.                  | «Больше никогда»                  | 3:38         |
| 7.                  | «Внеорбитные»                     | 3:02         |
| 8.                  | «Уникум»                          | 3:10         |
| 9.                  | «Море (feat. ST)»                 | 3:28         |
| 10.                 | «Давай»                           | 3:47         |
| 11.                 | «Папа»                            | 3:33         |
| 12.                 | «Так близко»                      | 3:41         |
| 13.                 | «Ты не такой (Speen Beatz Remix)» | 3:11         |
| 14.                 | «Внеорбитные (Astero Remix)»      | 2:55         |
| Общая длительность: | Общая длительность:               | 45:19        |

## Видеоклипы
- «Ты не такой» (вып. 26 мая 2015 года, реж. Илья Дуров)[9];
- «Хьюстон» (вып. 22 декабря 2015 года, реж. Константин Черепков)[10];
- «Внеорбитные» (вып. 3 марта 2016 года, реж. Павел Сидоров и Мария Унжакова)[11];
- «Море (feat ST)» (вып. 26 июля 2016 года, реж. Сергей Grey)[12];
- «Разбитая любовь» (вып. 23 сентября 2016 года, реж. Леонид Колосовский)[13].

## Критика
Алексей Мажаев из InterMedia отмечает, что альбом «Юлианны Карауловой - миленький и простенький диск девчонки с соседнего двора с немного кукольным голосом и несложными мелодиями». Также Алексей считает, что дебютный альбом «без особых претензий, но вполне качественный». В целом «Чувство Ю» критику понравился, потому что в нём «довольно ироничные тексты и манера исполнения».